# カイロ・ゲニザ
カイロ・ゲニザ（ 英: Cairo Geniza）は、フスタートのベン・エズラ・シナゴーグで発見されたユダヤ教徒の文書を指す。ゲニザ文書と呼ばれる場合は、通常はこのカイロ・ゲニザを指す。ゲニザとは中世ヘブライ語で不要になった文書の保管庫であり、ユダヤ教徒は「神」という語の書いてある紙を保管したり買い集める習慣があり、カイロ・ゲニザもそのひとつであった。

## 背景
地中海におけるユダヤ商人の活動がもっとも盛んだったのは、11世紀から12世紀にかけてであった。10世紀末から11世紀にかけてファーティマ朝のエジプトが繁栄し、一方でマグリブの政治情勢が不安定になると、多くのユダヤ教徒がエジプトへ移住し、エジプトを中心としたユダヤ教徒のネットワークが出来上がった。カイロ・ゲニザからは、当時の地中海やインド洋におけるユダヤ商人の活動も読み取れる。たとえば商人の手紙からは、遠隔地の相手の業務を代行する協同事業が行われていたことが分かる。当時はイタリア都市国家でコンメンダにもとづく協同事業が盛んであったが、ゲニザ文書の手紙によれば、ユダヤ商人の間で非公式な協同事業も多数存在した。ヘブライ語でパッキード、アラビア語でワキールと呼ばれる代理人や、キラードやムダーラバと呼ばれる共同出資の制度もあった。こうした制度を活用しつつ、ユダヤ商人は北アフリカから遠くはインドネシアや中国へも出向いた。

## 内容
カイロ・ゲニザには956年から1538年までの600年にわたる文書が存在し、25万葉以上の紙があり、そのうち歴史研究上の価値がある文書が1万葉あるとされる。ヘブライ文字で書かれ、ヘブライ語の他にアラビア語、ギリシャ語、ペルシャ語などが使われている。内容の半分は手紙や商業上の書簡で、その他に裁判関係の文書、契約文書、婚姻文書、離婚文書、遺言、財産証書、売買契約書、商業通信文、帳簿、計算書、個人の手紙などが含まれている。内容の特徴としては、ユダヤ人への教育を意図していたといわれる。さまざまな言語をすべてヘブライ文字で記録することで、ユダヤ人の宗教的な生活を維持する役割を果たしていた。
19世紀末にシナゴーグが改修された時に文書が発見されたが、当時は歴史上の価値が不明なため欧米に流出し、のちに世界各地のコレクションに保存された。現在は世界各地の19の図書館と個人によって所蔵されており、大部分はケンブリッジ大学とオクスフォード大学の図書館にある。学問的価値の高さにもかかわらず体系的な研究がされたのは1950年代になってからであり、Ｓ・Ｄ・ゴイティンは研究の成果を『地中海社会』という著作にまとめた。ゴイティンはゲニザ文書をもとに、中世のユダヤ教徒が地中海でムスリムやキリスト教徒と共存していたと論じた。